# Achille Ballière
Édouard Achille Ballière, dit Achille Ballière, né le 17 octobre 1840 à Sannerville (Calvados) et mort le 4 novembre 1905 à Paris, est un architecte, membre de la Commune de Paris et déporté de Nouméa (Nouvelle-Calédonie). Sous la Troisième République, il adhère au Boulangisme puis évolue progressivement vers le nationalisme en rejoignant la Ligue des patriotes de Paul Déroulède et en devenant antidreyfusard. 

## Biographie
Il se destine à une carrière d'architecte pour laquelle il suit des cours et rentre à l'école des Beaux Arts. Il participe notamment aux travaux du dôme des invalides. Franc-maçon, il est aussi républicain et participe à la guerre de 1870. Au cours de la Commune de Paris qu'il rallie tardivement, il soutient la tentative de médiation franc-maçonne en suivant la manifestation du 29 avril 1871. Il accepta la fonction de capitaine d'état-major en charge de l'édification des barricades. Arrêté chez lui le 18 juin 1871, il est condamné le 7 novembre 1871 à la déportation simple. Il est donc incarcéré au camp de Satory, au fort d'Issy, puis arrive au Fort Boyard et enfin à Saint-Martin-de-Ré.

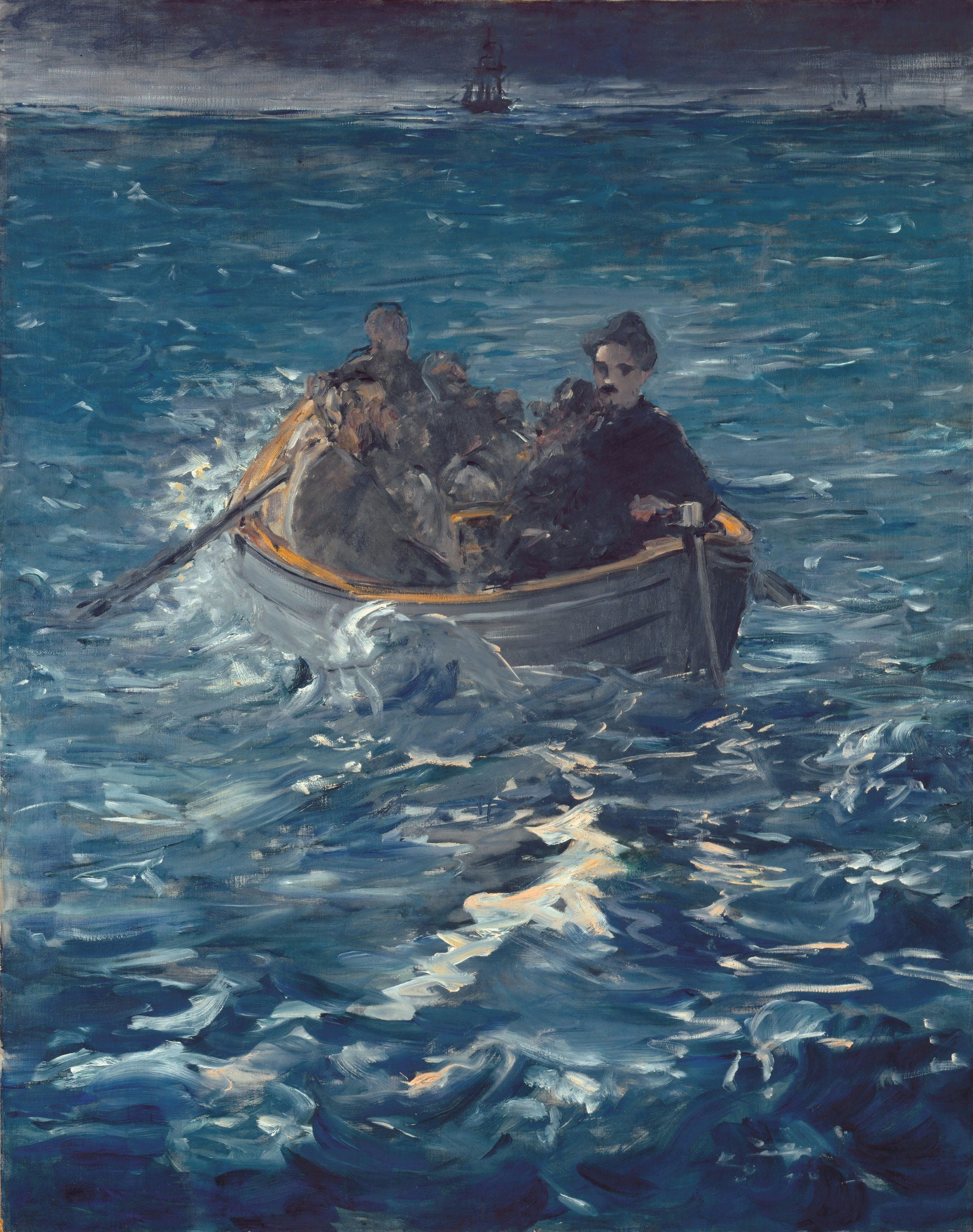
L'évasion de Ballière avec Rochefort, Jourde, Pain et Grousset par Édouard Manet.

Il est embarqué sur l'Orne en janvier 1873 et rejoint l'Île des Pins, lieu d'affectation des déportés simples. Ballière est autorisé à rejoindre Nouméa, le 19 octobre 1874, où il trouve une place de comptable auprès d'un marchand de bois. Il travaille également à un projet de théâtre pour Nouméa. Le 20 mars 1874, il s'évade de l'île  avec les déportés simples François Jourde et Charles Bastien ainsi que les déportés en enceinte fortifiée Henri Rochefort, Olivier Pain et Paschal Grousset. Ayant atteint l'Australie, il laisse partir ses compagnons préférant attendre  l'exposition intercoloniale de Sydney où son projet de théâtre pour Nouméa doit être présenté. Il rejoint alors Melbourne où il attend de pouvoir rejoindre l'Angleterre qu'il atteint le 30 juillet.
Après l'amnistie, il peut rentrer en France[Quand ?] et reprendre son travail d'architecte qui le conduit entre autres à devenir l'architecte de la ville de Thiers. Installé en Auvergne dès 1879 au plus tard, Ballière poursuit son activité d'architecte et se consacre notamment à la station balnéaire de Royat-les-Bains qui est, alors, en pleine effervescence. On lui connaît l'édification de plusieurs hôtels (dont deux au moins sont signés sur la façade) et d'un chalet (signature en façade) et de deux villas (le nom de l'architecte est présent sur les plans de construction), tous achevés en 1882. 
Aux élections législatives de septembre 1889, il se présente à Draguignan en tant que candidat boulangiste, face au radical Clemenceau et à un autre radical, avocat, Louis Martin. Ce dernier, qui arrive deuxième derrière Clemenceau, se désiste : Ballière, bon perdant, se retire et ne se présente pas au deuxième tour. Durant cette période, Ballière évolue de plus en plus vers le nationalisme, devenant un activiste de la Ligue des patriotes. Il fut plusieurs fois emprisonné à ce titre et élu comme nationaliste conseiller municipal de Clignancourt de 1900 à 1904

### Sources
- Henri Rochefort : déportation et évasion d'un polémiste, Joël Dauphiné. (L'Harmattan, 2004)
- La Base Mérimée du ministère de la Culture recense quelques travaux d'architecture d'Achille Ballière.